# Euselasia zonaria
Euselasia zonaria är en fjärilsart som beskrevs av Hans Ferdinand Emil Julius Stichel 1925. Euselasia zonaria ingår i släktet Euselasia och familjen Riodinidae. Inga underarter finns listade i Catalogue of Life.